# Obregon-Pistole

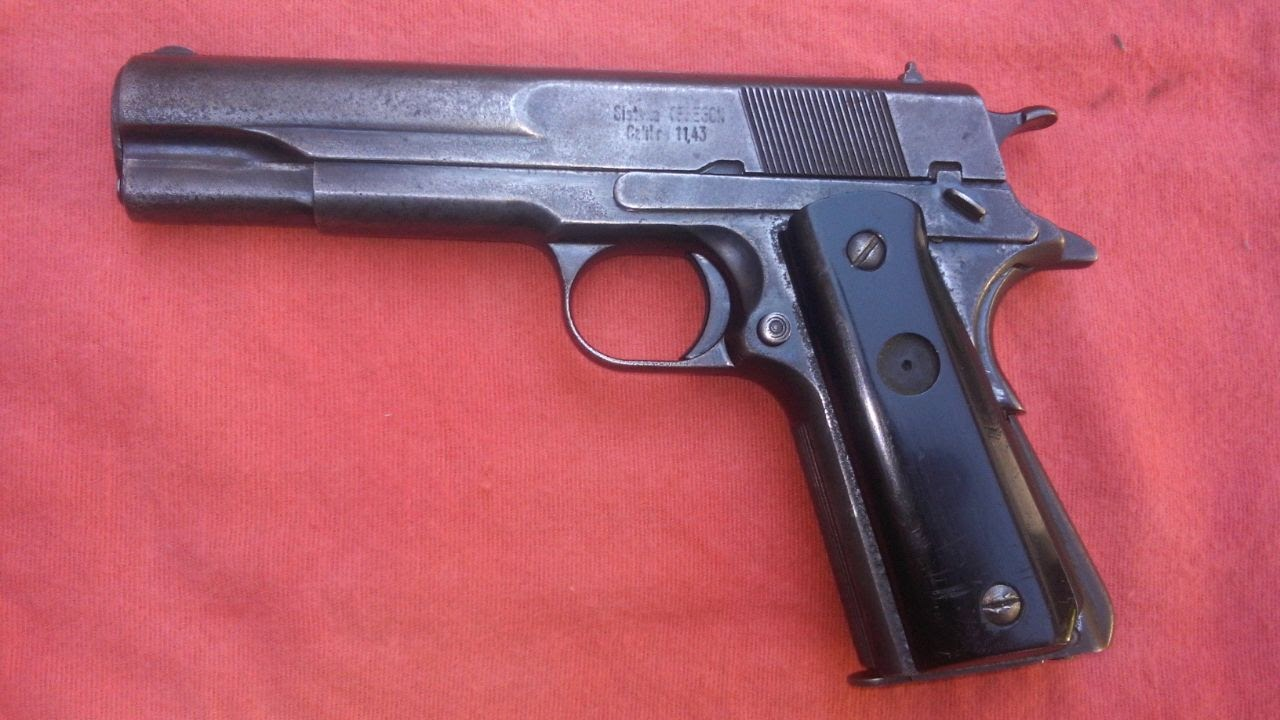
Pistola Obregón

Die Obregón-Pistole ist eine in Mexiko in den 1930er Jahren von Alejandro Obregón entwickelte Selbstladepistole im Kaliber .45 ACP. Die Waffe gleicht äußerlich dem Colt M1911, vorne im Bereich des Laufes hat der Schlitten jedoch ein rundes Profil.

## Funktion
Im Gegensatz zum Colt M1911, der durch Abkippen des Laufes gemäß dem Browning-System entriegelt, funktioniert die Obregón-Pistole auf einer Abart des Prinzips des Drehverschlusses.
Nach dem Schuss laufen Verschluss und Lauf gemeinsam kurz zurück, daraufhin wird der Lauf durch einen Nocken gedreht, der in eine im Griffstück hinter der Schließfeder liegende Muffe mit einer schräg eingefrästen Kulisse greift.  Durch diese Rotation des Laufes geben die zwei oben auf dem Lauf liegenden Verriegelungsnocken den Schlitten frei. Dieser läuft zurück, wirft dabei die abgeschossene Hülse aus, schiebt im Vorlauf eine neue Patrone ins Patronenlager und wird in der letzten Phase durch die Rotation des Laufes wieder verriegelt; die Waffe ist schussbereit. Diese Funktion entspricht weitgehend jener der österreichischen Steyr M1912 – Pistole.
Die übrigen Funktionen entsprechen bis auf Details denen des Colt M1911, auch das Magazin entspricht dem des Colt. Interessant ist die Kombination des Sicherungs- und Verschlussfanghebels.

## Geschichte
Die Produktion belief sich auf einige tausend Pistolen, diese wurden vor 1940 von der staatlichen Waffenfabrik in der Hauptstadt Mexiko hergestellt. Die Waffe diente zur Ausrüstung von Sekundäreinheiten der mexikanischen Armee bis in die 1970er Jahre. Auch die 800 für den zivilen Markt gefertigten Waffen wurden größtenteils von offiziellen Stellen aufgekauft und zur Ausrüstung von Polizeikorps verwendet.
Da es sich bei der Obregón um eine qualitativ hochwertige und zudem seltene Waffe handelt, die auf dem Colt M1911 basiert, ist sie ein gesuchtes Sammelobjekt.